# Lutz Seiler
 (juillet 2023).
Si vous disposez d'ouvrages ou d'articles de référence ou si vous connaissez des sites web de qualité traitant du thème abordé ici, merci de compléter l'article en donnant les références utiles à sa vérifiabilité et en les liant à la section « Notes et références ».

Lutz Seiler, né le 8 juin 1963 à Gera, est un écrivain allemand. Il s'est d'abord fait connaître comme poète. En 2014, il est récompensé par le Prix du livre allemand pour son premier roman Kruso. En 2020, il reçoit le prix de la Foire du livre de Leipzig pour son roman Stern 111. En 2023, il reçoit le prix Georg-Büchner.

## Biographie
Lutz Seiler grandit dans l'est de la Thuringe. Son village natal, Culmitzsch, a été rasé en 1968 pour l'exploitation du minerai d'uranium de la SDAG Wismut. La famille déménage à Korbußen jusqu'à ce qu'on lui attribue un appartement neuf à Gera-Langenberg. C'est là que Seiler fréquente l'école secondaire polytechnique « Bruno Kühn ». A Gera, il termine une formation professionnelle avec baccalauréat en tant qu'ouvrier du bâtiment et travaille comme charpentier et maçon. Il effectue son service militaire dans l'armée nationale populaire (NVA) à Merseburg.
Pendant son service militaire, il s'intéresse à la littérature et commence à écrire. Durant été 1989, Seiler travaille comme saisonnier sur l'île de Hiddensee, une expérience dont il s'inspire plus tard pour son premier roman Kruso. Jusqu'au début de l'année 1990, il étudie l'histoire et la philologie allemande (notamment avec Rüdiger Bernhardt) à l'université Martin Luther de Halle (Saale). En 1990, après la chute du Mur de Berlin, Seiler part pour Berlin où il travaille quelques années comme serveur. De 1993 à 1998, il est co-éditeur de la revue littéraire moosbrand qu'il a co-crée. En 1997, il prend la direction du programme littéraire de la Peter-Huchel-Haus à Wilhelmshorst, près de Potsdam. En 2004/2005, il est professeur invité au Deutsches Literaturinstitut de Leipzig.
Depuis 2005, Seiler est membre du PEN-Zentrum Deutschland, depuis avril 2007 membre de l'Académie des sciences et de la littérature de Mayence, depuis 2010 de l'Académie bavaroise des beaux-arts, de l'Académie saxonne des arts et de l'Académie des arts de Berlin. En 2011, l'Académie allemande de langue et de poésie l'élit membre. Seiler a été invité à la Villa Aurora de Los Angeles et à l'Académie allemande de Rome Villa Massimo. En 2015, il prend en charge le cours de poésie de Heidelberg sous le titre « Laubsäge und Scheinbrücke ».
Il est marié depuis 2009 à une germaniste suédoise. 

## Comme écrivain
Seiler vit comme écrivain indépendant à Wilhelmshorst et à Stockholm.

### De Turksib à Kruso
En 2007, Lutz Seiler reçoit le prix Ingeborg Bachmann pour son récit Turksib. Son recueil de nouvelles Die Zeitwaage est nommé en 2010 pour le prix de la Foire du livre de Leipzig. En 2014, son premier roman Kruso, paru en septembre de la même année, est couronné par le Prix du livre allemand. L'action se déroule pendant l'été 1989, peu avant la chute du mur. Qualifié de « poème raconté jusqu'au bout », Kruso a été traduit en 22 langues, adapté plusieurs fois au théâtre et porté à l'écran par la UFA.

### Stern 111
Pour Stern 111, « grand roman de la réunification » allemande nommé d'après une radio portative fabriquée en RDA dans les années 60, il reçoit en 2020 le prix de la Foire du livre de Leipzig dans la catégorie « fiction ». En France, Stern 111 fait partie de la deuxième sélection du prix Femina 2022 dans la catégorie « roman étranger ». L'histoire, « largement autobiographique », est organisée autour de la chute du mur de Berlin et marquée par l'anarchie de l'époque, évoquant le roman d'initiation et la réalisation de soi.

### Reconnaissance de l'œuvre
Pour l'ensemble de son œuvre, Seiler reçoit en 2023 le prix littéraire de la Fondation Konrad-Adenauer, doté de 20 000 euros.

## Œuvre

### Poésie
- 1995 : berührt – geführt, poèmes
- 2000 : pech & blende, poèmes
- 2001 : Heimaten (avec Anne Duden et Farhad Showghi)
- 2001 : Hubertusweg, poèmes
- 2003 : Vierzig Kilometer Nacht, poèmes
- 2005 : Die Anrufung, essai et quatre poèmes
- 2010 : im felderlatein, poèmes

### Prose
- 2004 : Sonntags dachte ich an Gott, articles
- 2008 : Turksib, nouvelles

- 2009 : Die Zeitwaage, nouvelles

- 2014 : Kruso, roman
- 2020 : Stern 111, roman

## Œuvre traduite en français
- 2006 : « Gelobtes Land/Terre promise », trad. Marion Graf, in Revue de Belles-Lettres 1-4.
- 2009 : Le Pèse-temps, (Die Zeitwaage) trad. de Bernard Banoun, dans L’Ombre du mur. Chroniques du mur de Berlin, Paris, Éditions des Syrtes, coll. « Littérature Étrangère », 2009, 308 p.  (ISBN 978-2-84545-151-3), p. 113-131.
- 2015 : Le Poids du temps, (Die Zeitwaage) trad. par Uta Müller et Denis Denjean, Lagrasse, éditions Verdier, coll. « Der Doppelganger », postface de Jean-Yves Masson, 2015, 249 p.  (ISBN 978-2-86432-784-4).
- 2018 : Kruso, trad. par Uta Müller et Bernard Banoun, Lagrasse, éditions Verdier, coll. « Der Doppelganger », postface de Jean-Yves Masson, 2018, 480 p.  (ISBN 978-2-86432-990-9).
- 2019 : "Stern 111", in la mer gelée 9 Or/Gold, texte allemand et français, trad. Bernard Banoun & Kai Stefan Fritsch (texte différent du titre suivant)
- 2022 : Stern 111, roman, trad. par Philippe Giraudon. éditions Verdier, coll. « Der Doppelganger », 576 p. 978-2-37856-150-5.

- Neuf poèmes traduits en français  sur lyrikline.org
- Poèmes traduits par Johan Fortier et Jeffrey Trehudic, revue Estuaire 186 (2022).

## Prix et distinctions
- 2007 : Prix Ingeborg-Bachmann pour Turksib[13]
- 2014 : Prix du livre allemand pour Kruso[14]
- 2015 : Prix Marie-Luise-Kaschnitz (de)
- 2023 : Prix Bertolt-Brecht[15]

- 2023 : Prix Georg-Büchner[16]